# 系統性風險
系統性風險（英語：systematic risk），又称市场风险、不可分散风险，是影响所有资产的、不能通过资产组合而消除的风险。这部分风险是由那些影响整个市场的风险所引起的，例如：战争、政权更迭、自然灾害、经济周期、通货膨胀、能源危机和宏观政策调整。與之相對的是非系統性風險（unsystematic risk），又稱獨特性風險（ 或 ）。
無論怎樣分散投資，也不可能消除系統性風險。避免集中投資於單一市場可減少系統性風險。单项资产、证券资产组合或不同公司受系統性風险影响不一样，系統性風險的大小通常用beta系数（{\displaystyle \beta } 系数）来衡量。

## 单项资产的系统性风险系数
单项资产的{\displaystyle \beta } 系数是指可以反映单项資產報酬率与市场平均收益率之间变动关系的一个量化指标，它表示单项资产收益率的变动受市场平均收益率变动的影响程度。换句话说，就是相对于市场组合的平均风险而言，单项资产所含的系统风险的大小。
系统性风险系数或{\displaystyle \beta } 系数的定义式如下：
{\displaystyle \beta _{i}={\frac {{\mbox{Cov}}(R_{i},R_{m})}{\sigma _{m}^{2}}}}
{\displaystyle ={\frac {\rho _{im}\cdot \sigma _{i}\cdot \sigma _{m}}{\sigma _{m}^{2}}}}
{\displaystyle =\rho _{im}\cdot {\frac {\sigma _{i}}{\sigma _{m}}}}
式中，{\displaystyle {\rho _{im}}}表示第i项资产的收益率与市场组合收益率的相关系数；{\displaystyle {\sigma _{i}}}是该项资产收益率的标准差，反映该资产的风险大小；{\displaystyle \sigma _{m}}是市场组合收益率的标准差，反映市场组合的风险；三个指标的乘积表示该资产收益率与市场组合收益率的协方差。

## 市场组合
市场组合是指由市场上所有资产组成的组合。它的收益率就是市场平均收益率。实务中通常用股票价格指数的收益率来代替。而市场组合收益率的方差则代表了市场整体的风险。由于包含了所有的资产，因此，市场组合中的非系统性风险已经被消除，所以市场组合的风险就是市场风险或系统性风险。
{\displaystyle \beta } 系数的计算常常利用收益率的历史数据，采用线性回归的方法取得：
- {\displaystyle \beta }系数等于1时（{\displaystyle \beta =1}），说明该资产的收益率与市场平均收益率呈同方向、同比例变化，也就是说，该资产所含的系统风险与市场组合的风险一致。
- {\displaystyle \beta } 系数大于1时（{\displaystyle \beta >1}），说明该资产收益率的变动幅度大于市场组合收益率的变动幅度，因此其所含的系统性风险大于市场组合风险。
- {\displaystyle \beta } 系数小于1时（{\displaystyle \beta <1}），说明该资产收益率的变动幅度小于市场组合收益率的变动幅度，因此其所含的系统性风险小于市场组合风险。

绝大多数资产的{\displaystyle \beta } 系数是大于零的，也就是说，它们收益率的变化方向与市场平均收益率的变化方向是一致的，只是变化幅度不同而导致{\displaystyle \beta } 系数的不同；极个别的资产的{\displaystyle \beta } 系数是负数，表明这类资产与市场平均收益的变化方向相反，当市场平均收益增加时，这类资产的收益却在减少。比如西方个别收账公司和个别再保险公司的{\displaystyle \beta } 系数是接近零的负数。

## 证券资产组合的系统风险系数
对于证券资产组合来说，其所含的系统性风险的大小可以用组合{\displaystyle \beta } 系数来衡量。证券资产组合的{\displaystyle \beta } 系数是所有单项资产{\displaystyle \beta } 系数的加权平均数，权数为各种资产在证券资产组合中所占的价值比例。计算公式为：
{\displaystyle \beta _{p}=\sum _{i}W_{i}\cdot \beta _{i}}
式中，{\displaystyle \beta _{p}}是证券资产组合的风险系数；Wi为第i项资产在组合中所占的价值比重；{\displaystyle \beta _{i}}表示第i项资产的{\displaystyle \beta }系数。
由于单项资产的{\displaystyle \beta }系数不尽相同，因此通过替换资产组合中的资产或改变不同资产在组合中的价值比例，可以改变组合的风险特性。

## 易混淆的相关概念
系統性風險常常與系統風險混淆。系統風險是指當整個系統出現失效或倒閉的風險。在金融領域中，系統風險被稱呼為金融系統不穩定，其原因是出現一些特殊事件，導致情況不斷惡化而最終出現災難性結果。